# گمینا ووژنگکی
گمینا ووژنگکی (به لهستانی:  Gmina Woźniki) یک گمینا در لهستان است که در شهرستان لوبلینگتس واقع شده‌است. گمینا ووژنگکی ۱۲۷ کیلومتر مربع مساحت و ۹٬۵۸۳ نفر جمعیت دارد.